# Hui (Ptah-főpap)
Hui ókori egyiptomi pap, Ptah főpapja a XIX. dinasztia idején, II. Ramszesz uralkodása alatt. Két usébtiről ismert, melyeket Ápisz-bikák temetéséhez adományozott a Szerapeumban, a 16. és a 30. uralkodási évben.  Ma a Louvre gyűjteményében találhatóak. Hui valószínűleg Ramszesz uralkodásának 2. és 20. éve között töltötte be pozícióját; a főpapi székben Pahemneter követte. Feltehetőleg Szakkarában temették el.

## Fordítás
- Ez a szócikk részben vagy egészben  a   Huy (High Priest of Ptah) című angol Wikipédia-szócikk ezen változatának fordításán alapul.  Az eredeti cikk szerkesztőit annak laptörténete sorolja fel. Ez a jelzés csupán a megfogalmazás eredetét és a szerzői jogokat jelzi, nem szolgál a cikkben szereplő információk forrásmegjelöléseként.